# Haarseil

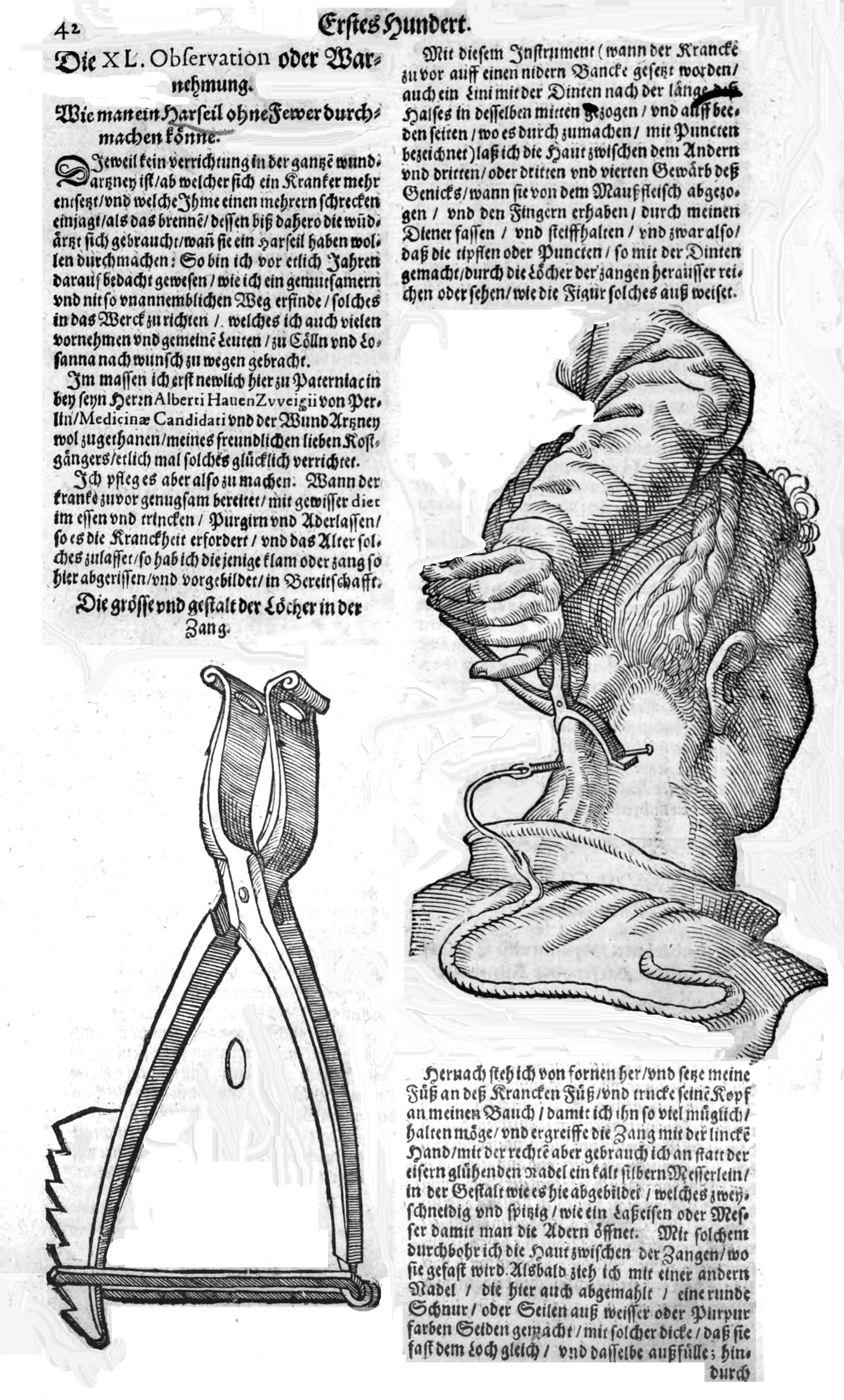
Anlegen eines Haarseils im Nacken. Fabricius Hildanus, 1652

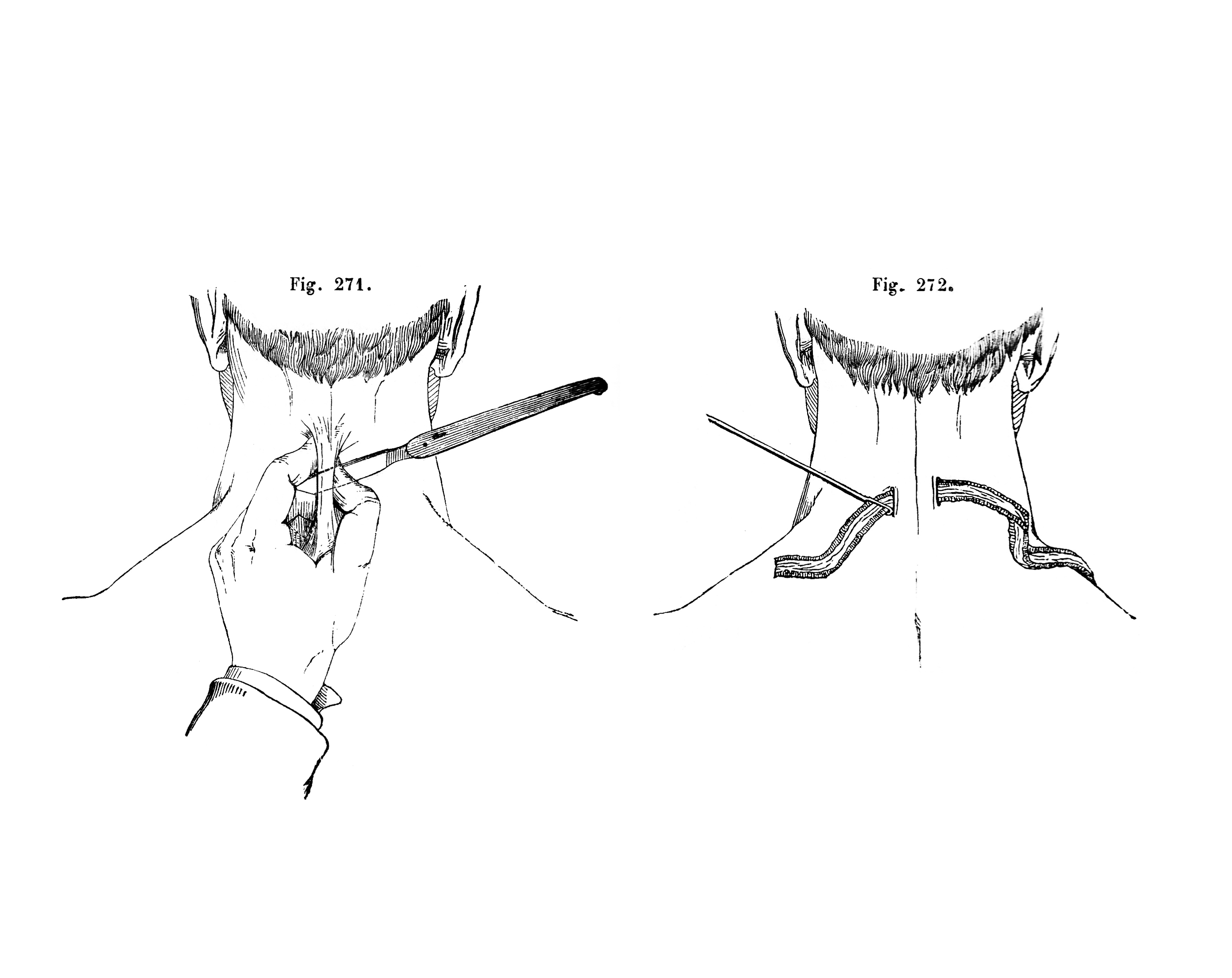
Setzen eines Haarseils im Nacken zur Behandlung von Augenerkrankungen. Mitte 19. Jahrhundert.

Beim Haarseil (auch Eiterband oder lateinisch Setaceum genannt) handelt es sich um eine chirurgische Therapiemethode, deren Erstanwendung unbestimmt ist, und die vom 16. bis 19. Jahrhundert insbesondere gegen Augenerkrankungen und gegen Epilepsie angewendet wurde. Auch in der Therapie von schweren psychischen Störungen wurde das Haarseil häufig eingesetzt.
Dem Patienten wurde mit einer Haarseilzange ein Stück Nackenhaut angehoben. Durch dieses wurde eine Haarseilnadel mit dem Haarseil, einer Schnur aus Seide, Rosshaar, Leinwand oder ähnlichem, durchgestoßen. Das Haarseil verblieb einige Tage, bisweilen auch wesentlich länger, unter der Haut, bis sich Eiter bildete. Diese Eiterung sollte nun zur „Ableitung böser Säfte“, im humoralpathologischen Sinne der Vier-Säfte-Lehre insbesondere von Schleim (bzw. phlegma) aus Gehirn und Kopf, aus dem Rest des Körpers beitragen.
Bei dieser Behandlungsform bestand die Gefahr der Entstehung einer bakteriellen Infektion oder eines Fistelganges.
Die Vorstellung der Reinigung durch Eiter geht auf die Humoralpathologie zurück. Die Beobachtung, dass eitrige Prozesse (z. B. ein Abszess) nach Freisetzung des Eiters beginnen abzuheilen, führte zur Vorstellung, dass die provozierte Erzeugung und Ableitung von Eiter einen „Reinigungsprozess“ hervorrufe.
Auf gleicher Vorstellung beruht auch die Methode einer Fontanell, d. h. das Einlegen einer Erbse unter die aufgeschnittene oder durch Brandeisen geöffnete Haut.
Haarseil und Fontanell wurden in der Regel nicht direkt über der erkrankten Region, sondern entfernt von dieser angebracht. Ähnlich wie beim Aderlass wurde die Wirkung, die dadurch erzeugt werden sollte, als „Revulsio“ („Umwälzung“) bezeichnet. Die noch heute angewendete Wunddrainage zur Ableitung von Eiter aus tiefen Abszessen oder Fisteln, bei der direkt über der erkrankten Region eine künstliche Wunde erzeugt wird, durch die der Eiter massiv abfließen kann, stellt in diesem System eine „Derivatio“ („Ableitung“) dar.